# Les Batardises
 (juillet 2010).
Si vous disposez d'ouvrages ou d'articles de référence ou si vous connaissez des sites web de qualité traitant du thème abordé ici, merci de compléter l'article en donnant les références utiles à sa vérifiabilité et en les liant à la section « Notes et références ».

Les Batardises est un cycle d'expositions d'art contemporain créée en 2002 à l'initiative de l'association La Figure et sous l'impulsion de deux artistes initiateurs, Christine Poupeau et Frédéric Jammes.
Les Batardises présentent sous la forme collective (Les Batardises/La Biennale) ou personnelle (Les Batardises/L'Invité, Les Fins de Semaine des Batardises) les travaux d'un ou plusieurs artistes plasticiens sur le site de La Batardière à Landeronde en Vendée (France).
Peinture, dessin, photographie, art numérique, vidéo, installation, volume et performance sont proposés au public au rythme d'une exposition annuelle en milieu rural, sur le site d'une ancienne exploitation agricole au milieu d'un parc arboré.
Les Batardises offrent un large panorama de la création contemporaine française, en privilégiant les œuvres à caractère manifestement humaniste.
En 2007, Les Batardises/La Biennale ont été exclusivement investies par la création féminine dont la diversité et la pertinence ont marqué les mémoires.
L'édition 2010 des Batardises intitulée "In/EX" fait la part belle aux installations in situ, à évocation architecturale ou à dispositif vidéo interactif.
2012 est l'année du retour à la peinture mais aussi au volume, avec les œuvres peintes de Rémy Jammes (acrylique sur panneaux de bois), de Christine Poupeau (technique mixte), Dominique Bulteau (crayon sur papier) et les sculptures de Pierre-Augustin Marbœuf (grillage et crin...), les assemblages et les dessins de Frédéric Jammes. Les installations et dispositifs dans l'espace ont également été honorés par la présentation d'une œuvre monumentale extérieure de Jean-Claude Artaud (installation) et au Prieuré Saint-Nicolas des Sables d'Olonne où se tenait l'expo-bis des Batardises 2012, les pièces visuelles et sonores de Gwen Gérard (Dormissimo, la Lanterne Rouge) et les Ritournelles d'Alice Pilastre (textile sonore).